# Ursula Happe
Ursula Happe (Gdansk, Ciudad libre de Danzig, 20 de octubre de 1926-Dortmund, Alemania, 31 de marzo de 2021) fue una nadadora alemana de origen polaco especializada en pruebas de estilo braza, donde consiguió ser campeona olímpica en 1956 en los 200 metros.

## Carrera deportiva
En los Juegos Olímpicos de Melbourne 1956 ganó la medalla de plata en los 200 metros estilo braza con un tiempo de 2:53.1 segundos que fue récord olímpico, por delante de la húngara Éva Székely y su compatriota la también alemana Eva-Maria Elsen.
Y en el campeonato europeo de Turín de 1954 ganó el oro en los 200 metros braza y el bronce en los 100 metros mariposa.
Su hijo Thomas Happe es un exjugador de balonmano de Alemania Occidental que fue subcampeón olímpico en Los Ángeles 1984